# ネドサド・シナノビッチ
ネジャド・シナノヴィッチ（Nedžad Sinanović、1983年1月29日 - ）は、ボスニア・ヘルツェゴビナのプロバスケットボール選手。スペイン男子プロバスケットボールリーグ2部LEBのCBアタプエルカ所属。ユーゴスラビア連邦ボスニア・ヘルツェゴビナゼニツァ＝ドボイ県ザヴィドヴィチ出身。ポジションはセンター。221cm、110kg。